# Lysinema elegans
Lysinema elegans är en ljungväxtart som beskrevs av Otto Wilhelm Sonder. Lysinema elegans ingår i släktet Lysinema och familjen ljungväxter. Inga underarter finns listade i Catalogue of Life.